# 에어 모리셔스의 운항 노선
에어 모리셔스는 다음과 같은 노선을 운항하고 있다.

## 운항 노선

### 아시아

#### 동아시아
- 중화인민공화국
  - 상하이 - 상하이 푸둥 국제공항

#### 동남아시아
- 말레이시아
  - 쿠알라룸푸르 - 쿠알라룸푸르 국제공항
- 싱가포르
  - 싱가포르 - 싱가포르 창이 국제공항

#### 남아시아
- 인도
  - 델리 - 인디라 간디 국제공항
  - 뭄바이 - 차트라파티 시바지 국제공항
  - 벵갈루루 - 벵갈루루 국제공항
  - 첸나이 - 첸나이 국제공항

### 아프리카

#### 남아프리카
- 남아프리카 공화국
  - 케이프타운 - 케이프타운 국제공항
  - 요하네스버그 - OR 탐보 국제공항
  - 더반 - 킹 샤카 국제공항
- 모리셔스
  - 포트루이스 - 시우 사구르 람룰람경 국제공항 허브
  - 로드리게스섬 - 시우 가에탕 뒤발 공항
- 탄자니아
  - 다르에스살람 - 줄리어스 니에레레 국제공항

#### 동아프리카
- 마다가스카르
  - 안타나나리보 - 이바토 공항
- 케냐
  - 나이로비 - 조모 케냐타 국제공항
- 레위니옹
  - 레위니옹 - 롤랑 가로 공항
  - 피에르퐁 - 피에르퐁 공항

### 유럽

#### 서유럽
- 영국
  - 런던 - 런던 히드로 국제공항
- 프랑스
  - 파리 - 파리 샤를 드 골 국제공항

#### 중유럽
- 스위스
  - 제네바 - 제네바 국제공항

### 오세아니아
- 오스트레일리아
  - 퍼스 - 퍼스 공항

## 과거 취항지

### 아시아

#### 동아시아
- 중화인민공화국
  - 베이징 - 베이징 서우두 국제공항
  - 청두 - 청두 솽류 국제공항
  - 광저우 - 광저우 바이윈 국제공항
  - 우한 - 우한 톈허 국제공항
- 홍콩
  - 홍콩 - 홍콩 첵랍콕 국제공항

#### 동남아시아
- 인도네시아
  - 자카르타 - 수카르노 하타 국제공항

### 아프리카

#### 서아프리카
- 나이지리아
  - 라고스 - 무르탈라 모하메드 국제공항

#### 남아프리카
- 모잠비크
  - 마푸토 - 마푸토 국제공항
- 짐바브웨
  - 하라레 - 하라레 국제공항

#### 동아프리카
- 세이셸
  - 마헤 - 세이셸 국제공항
- 코모로
  - 모로니 - 프린스 사이드 이브라힘 국제공항

### 유럽

#### 서유럽
- 영국
  - 런던 - 런던 개트윅 국제공항
  - 맨체스터 - 맨체스터 공항
- 프랑스
  - 파리 - 파리 오를리 공항
- 독일
  - 뮌헨 - 뮌헨 국제공항
  - 프랑크푸르트 - 프랑크푸르트 국제공항
- 네덜란드
  - 암스테르담 - 암스테르담 스키폴 국제공항
- 벨기에
  - 브뤼셀 - 브뤼셀 국제공항

#### 중유럽
- 스위스
  - 취리히 - 취리히 국제공항
- 오스트리아
  - 빈 - 빈 국제공항

#### 남유럽
- 이탈리아
  - 로마 - 레오나르도 다 빈치 국제공항
  - 밀라노 - 밀라노 말펜사 국제공항

### 오세아니아
- 오스트레일리아
  - 시드니 - 시드니 킹스포드 스미스 국제공항
  - 멜버른 - 멜버른 공항